# 重要文化财建造物列表
本表列出的是日本国内的重要文化财建造物列表。关于国宝及登录有形文化财中的建造物，参见日本国宝列表及登录有形文化财列表。

## 概览
各种类型统计如下。
| 类型 | 重要文化财数量 | 实际建造物数量 |
| ---- | -------------- | -------------- |
| 神社 | 556处          | 1158栋         |
| 寺院 | 718处          | 1061栋         |
| 城郭 | 44处           | 218栋          |
| 住宅 | 94处           | 136栋          |
| 民家 | 354处          | 866栋          |
| 其他 | 207处          | 261栋          |
| 总计 | 1973处         | 3700栋         |

| 类型           | 重要文化财数量 | 实际建造物数量 |
| -------------- | -------------- | -------------- |
| 宗教           | 29处           | 44栋           |
| 学校           | 44处           | 82栋           |
| 官公厅舍       | 31处           | 60栋           |
| 产业·交通·土木 | 79处           | 276栋          |
| 住房           | 100处          | 391栋          |
| 文化设施       | 38处           | 74栋           |
| 商业·业务      | 23处           | 30栋           |
| 其他           | 5处            | 17栋           |
| 总计           | 349处          | 974栋          |

## 关联条目
- 北海道、东北地方重要文化财列表（日语：北海道・東北地方の重要文化財一覧）
- 关东地方重要文化财列表（日语：関東地方の重要文化財一覧）
  - 东京都重要文化财列表（日语：東京都の重要文化財一覧）
- 中部地方重要文化财列表（日语：中部地方の重要文化財一覧）
- 近畿地方重要文化财列表（日语：近畿地方の重要文化財一覧）
  - 滋贺县重要文化财列表（日语：滋賀県の重要文化財一覧）
  - 京都府重要文化财列表（日语：京都府の重要文化財一覧）
  - 奈良县重要文化财列表（日语：奈良県の重要文化財一覧）
- 中国地方重要文化财列表（日语：中国地方の重要文化財一覧）
- 四国地方重要文化财列表（日语：四国地方の重要文化財一覧）
- 九州、冲绳地方重要文化财列表（日语：九州・冲绳地方の重要文化財一覧）
- 日本文化财
- 日本國寶
  - 日本国宝列表
- 重要美术品（日语：重要美術品）
- 登录有形文化财
  - 登录有形文化财列表
- 重要傳統的建造物群保存地區
- 文化厅保管文化财列表（日语：文化庁保管文化財一覧）